# مزرعه چنگیز
مزرعه چنگیز یک منطقهٔ مسکونی در ایران است که در دهستان جوشقان قالی واقع شده‌است.